# Palazzo del Podestà (Mantova)
Palazzo del Podestà è un edificio storico di Mantova, sito in Piazza delle Erbe.

## Storia
Fu costruito nel 1227, committente il bresciano Laudarengo Martinengo nominato podestà di Mantova. Unitamente alla Torre del Broletto, alla quale è addossata Casa Tortelli, rappresentò il centro amministrativo del comune di Mantova. Verso piazza Broletto fu collegato al palazzo degli ex Magazzini Generali con la costruzione dell'Arengario e al palazzo della Ragione sul lato affacciato su piazza Erbe.
Sulla facciata di piazza Broletto è visibile una statua duecentesca raffigurante Virgilio in cattedra (la vècia in dialetto), con la berretta dottorale e le braccia poggiate al leggio che reca incisa l'iscrizione Virgilius Mantuanus poetarum clarissimus.
Subì rifacimenti e modifiche architettoniche anche a causa dei numerosi incendi accaduti nel corso dei secoli. Dal 1462 fu sottoposto ad un'importante ristrutturazione diretta da Giovanni Antonio da Arezzo su incarico di Ludovico III Gonzaga. Dell'epoca e legata al gusto di Luca Fancelli, è la merlatura cieca posta a coronamento dell'edificio, trasformato per volere del marchese Ludovico Gonzaga.
Negli ultimi tre secoli è stato destinato a svariati usi tra cui anche quello di carcere. Secondo gli attuali progetti del Comune di Mantova, il Palazzo verrà restaurato anche per ospitare la sede del Municipio, ritornando ad essere il centro amministrativo della città.
Sabato 7 dicembre 2024 ha aperto le porte ai visitatori il Museo Virgilio, uno spazio che celebra lo storico palazzo che viene restituito al pubblico, diventando un percorso spazio-temporale nell’opera e nella leggenda del grande poeta latino.

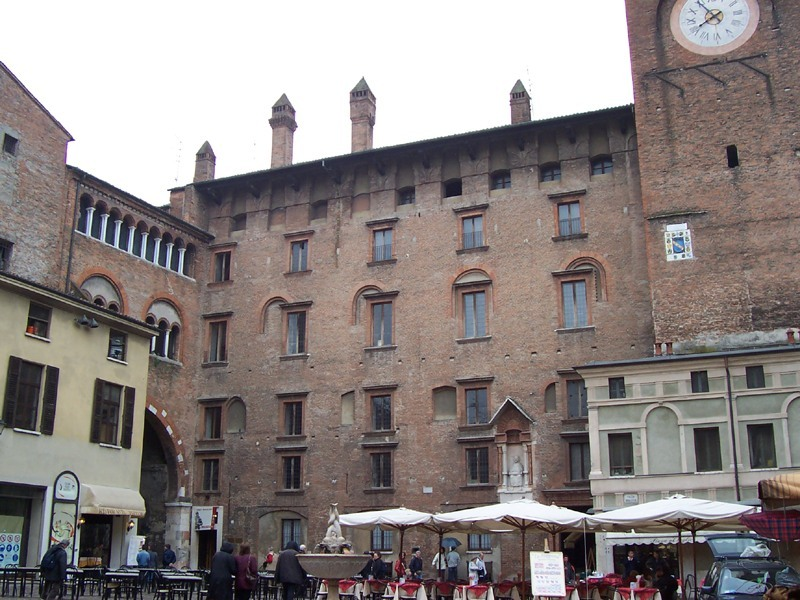
Palazzo del Podestà da Piazza Broletto

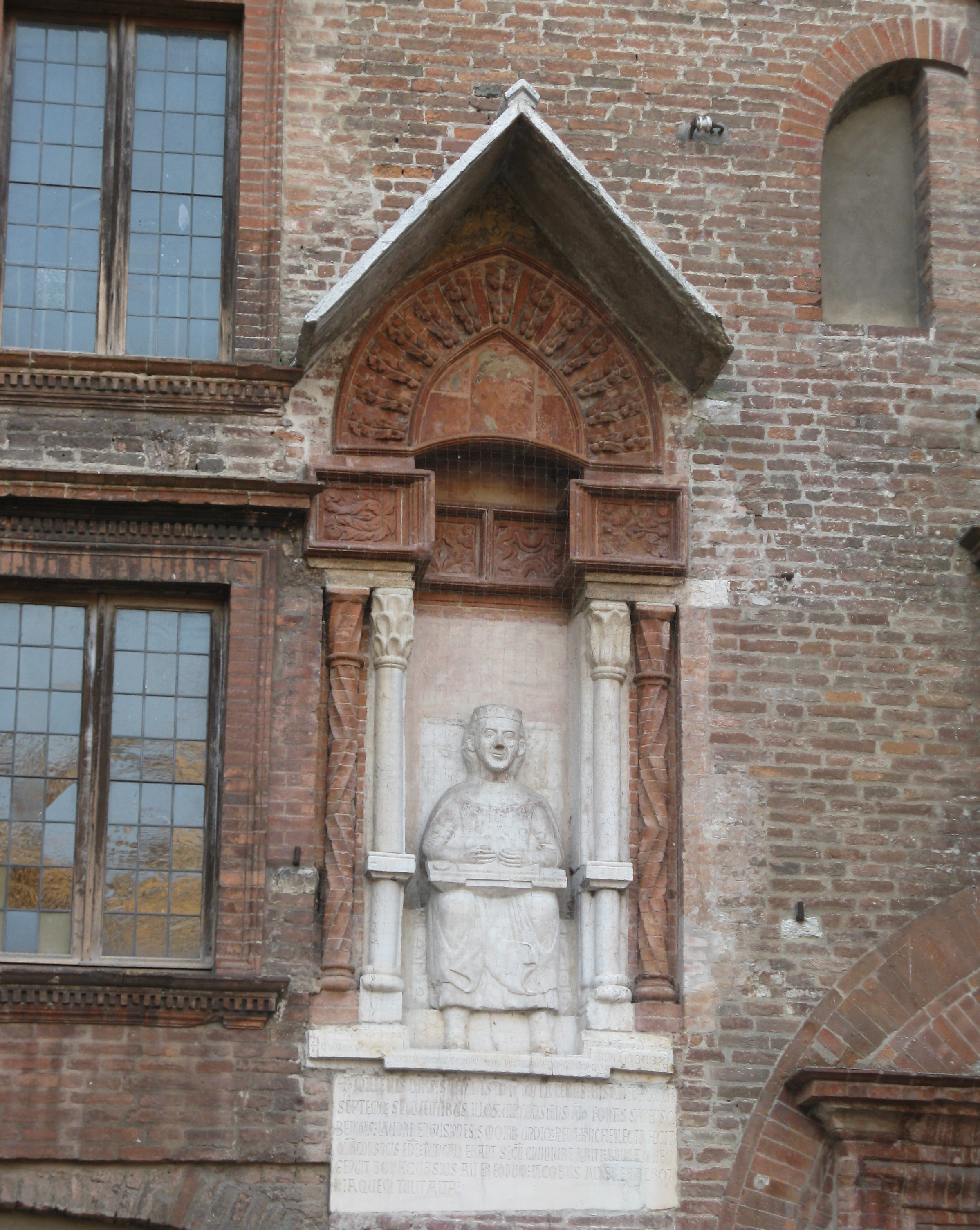
Monumento a Virgilio sul Palazzo del Podestà, XIII secolo.